# Lou (film 2022)
Lou è un film del 2022 diretto da Anna Foerster.
Un'intricata storia familiare fa da sfondo ad un film di azione e thriller con un'ambientazione particolare e protagonisti insoliti. L'avventurosa protagonista, la Lou che dà il titolo alla pellicola, è infatti una donna attempata interpretata da Allison Janney.

## Trama
Lou, che nonostante l'età, va ancora a caccia di cervi che poi macella personalmente, vive con la sola compagnia di un cane, in mezzo alla foresta, nell'isola di Orcas. L'annunciato arrivo di una tempesta sembra averla resa più scontrosa del solito.
Ritirati tutti i soldi in banca e fatto testamento a favore della vicina di casa sua affittuaria, Hannah, mentre la tempesta sta già imperversando, si appresta a suicidarsi ma non vi riesce per un soffio.
Hannah, infatti, irrompe in casa sua per chiederle aiuto in quanto la piccola figlia Vee, a quanto pare, sarebbe stata rapita dal marito Philip, scomparso da anni e dato per morto tre mesi prima. L'uomo è un ex militare addestratissimo e inseguirlo in questa zona impervia e non potendo chiedere aiuto per via delle condizioni meteo estreme, sembra una cosa impossibile. Ma Lou fa capire alla giovane che può contare su di lei, essendo perfettamente in grado di cavarsela in queste circostanze.
Le due donne, con il cane Jax, affezionato alla piccola Vee, danno dunque avvio alla caccia all'uomo. Quando Lou uccide con perizia e spietatezza due complici di Philip, deve svelare ad Hannah di essere un ex agente della CIA, ma questa è solo una prima verità. 
Solo dopo un primo scontro con Philip, nel quale rimane ferita, Lou svela ad Hannah di essere la madre dell'uomo, avuto durante una missione in Iran e abbandonato per motivi di lavoro, e che la ragazza è giunta in quest'isola sperduta proprio grazie a un suo intervento con il quale le ha fatto trovare un alloggio vicino alla sua abitazione, per proteggerla. La notizia della morte del pericoloso figlio le aveva poi fatto intendere di poter mollare ma ora è di nuovo tutto in ballo. 
Passata la tempesta e iniziata la mobilitazione per il ritrovamento della piccola Vee rapita, lo sceriffo della contea di San Juan, scavalcato dai federali, apprende con sorpresa che Lou è ricercata dalla CIA, che vuole morti sia la donna che il figlio. Lou, che avrebbe sottratto dei documenti segreti all'agenzia, si era rifugiata sull'isola anche per questo, ma ha bruciato tutto in vista del programmato suicidio. 
Quando insieme ad Hannah raggiungono Philip, la giovane mamma libera la figlia e scappa, mentre Lou resta con il figlio con il quale ha un duello all'ultimo sangue. Lo scontro su una spiaggia si risolve in un abbraccio che è però solo il preludio a una raffica di mitragliatore di un elicottero militare che fredda entrambi. 
Hannah, liberatasi definitivamente dall'incubo del marito violento, vende la casa di Lou e si trasferisce a Seattle con la figlia Vee e il cane Jax. Sul traghetto qualcuno le osserva con un binocolo (probabilmente Lou, che indossava un giubbotto antiproiettili quando è stata colpita sulla spiaggia).

## Produzione
Le riprese del film si sono svolte a Vancouver in Canada e nelle zona circostanti, in effetti molto prossime ai luoghi in cui il film è ambientato. 

## Distribuzione
La pellicola è stata distribuita direttamente su Netflix dal 23 settembre 2022.